# Anne Willem van Holthe tot Echten (1816-1900)
Anne Willem van Holthe tot Echten (Echten, 22 februari 1816 - Assen, 9 februari 1900) was een Nederlandse advocaat en notaris.

## Leven en werk

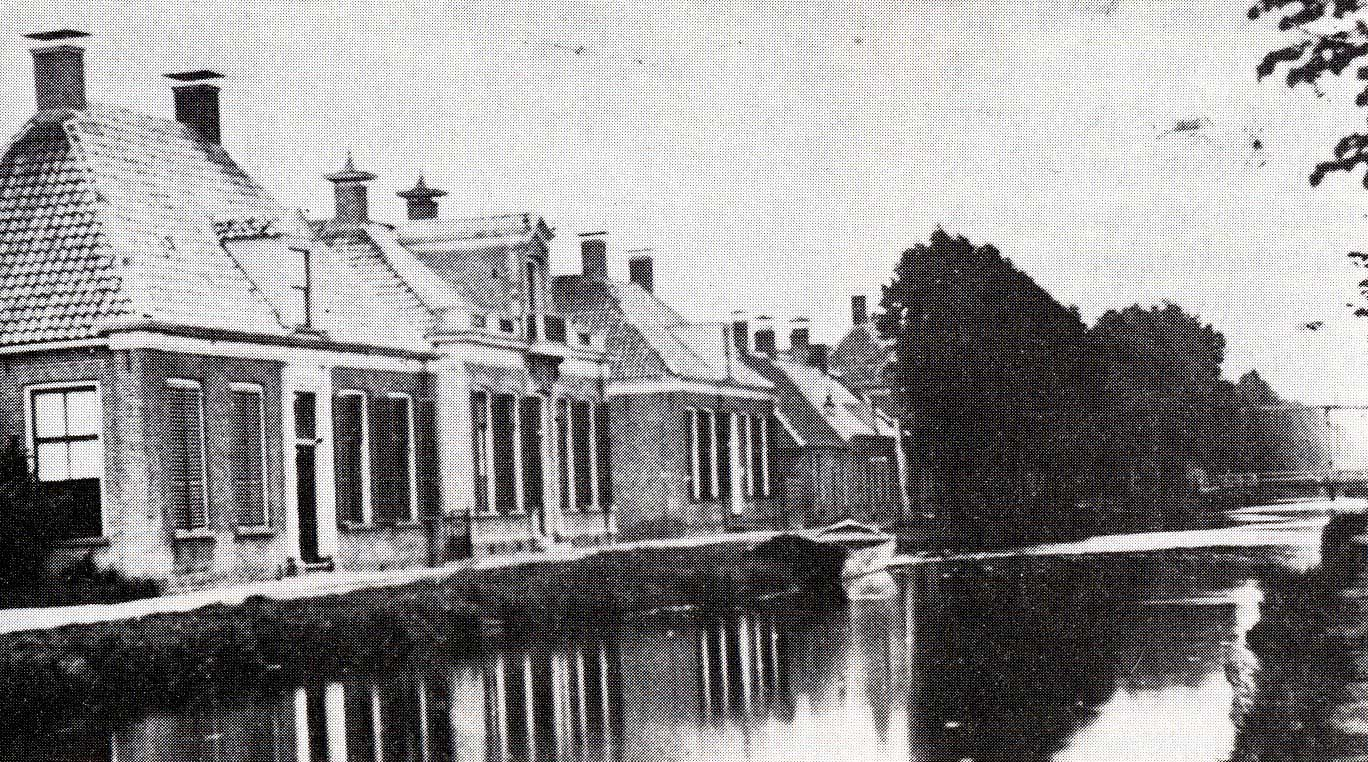
Venendaal tot 1872 in het bezit van Anne Willem van Holthe tot Echten (de foto dateert uit 1886 voordat het werd verbouwd)

Jhr. mr. Van Holthe tot Echten was een zoon van de gedeputeerde van Drenthe Rudolph Otto van Holthe tot Echten en Anna Geertruida van Echten. Hij studeerde rechten aan de universiteit van Groningen en promoveerde aldaar in 1838. Hij vestigde zich na het afronden van zijn studie als advocaat te Assen. Hij was één der oprichters van de Drentsche Kanaal Maatschappij, waarvan hij de eerste directeur en president-commissaris werd. Deze maatschappij hield zich bezig met het verbeteren van de Hoogeveense Vaart en het zorg dragen voor de verlenging van dit kanaal. De maatschappij nam de Hoogeveensvaart over van de Compagnie van 5000 Morgen, die vertegenwoordigd werd door zijn broer Rudolph Arent. In 1854 werd hij benoemd tot notaris in Assen en legde hij zijn functie als directeur van de Kanaal Maatschappij neer. Hij was gedurende 45 jaar, tot 1899, notaris in Assen. Hij overleed in februari 1900 te Assen, op bijna 84-jarige leeftijd.
Op 12 april 1843 trouwde Van Holthe tot Echten te Zuidhorn met Maria Louisa Hora Buma, dochter van de grondeigenaar op de Klinckemaborg in Zuidhorn, Johan Hora Buma en Janke Simons. Hun zoon Hendrik Gerard van Holthe tot Echten werd lid van de Eerste Kamer. Hun dochter Henriette Christina Dido Cecilia trouwde met haar neef Hendrik Gerard van Holthe tot Echten, burgemeester van Ruinen.

## Venendal in Hoogeveen
Van Holthe tot Echten was de eigenaar van het herenhuis Venendal, een van de oudste huizen in Hoogeveen. Dit huis dat uit de 17e eeuw dateerde erfde hij van zijn oudtante freule Johanna Henrietta van Echten, die in 1827 was overleden. Van Holthe tot Echten verbouwde de woning ingrijpend en verhuurde het pand. In 1872 verkocht hij het huis voor ƒ 6.000 aan de burgemeester van Hoogeveen Jan Arent Godert van der Wijck. Sinds 1977 is er een museum in het gebouw gevestigd, de voorloper van het huidige Museum de 5000 Morgen.